# Nadal-díj
A Nadal-díj (Premio Nadal) egy irodalmi díj Spanyolországban, melyet a spanyol Ediciones Destino kiadó ad át minden évben (1944 óta). Az irodalmi elismerés mellett az első díjért 18 000€, – de 2023-tól már 30 000 ezer – a második díjért 6000€ jár.

## Díjazottak
| Év és szerző                        | Spanyol cím                                                                 | Magyar cím              |
| ----------------------------------- | --------------------------------------------------------------------------- | ----------------------- |
| * 1944 Carmen Laforet               | Nada                                                                        | A semmi                 |
| * 1945 José Félix Tapia             | La Luna ha entrado en casa                                                  |                         |
| * 1946 José María Gironella         | Un hombre                                                                   |                         |
| * 1947 Miguel Delibes               | La sombra del ciprés es alargada                                            | Megnyúlt a ciprus árnya |
| * 1948 Sebastián Juan Arbó          | Sobre las piedras grises                                                    |                         |
| * 1949 José Suárez Carreño          | Las últimas horas                                                           |                         |
| * 1950 Elena Quiroga                | Viento del Norte                                                            |                         |
| * 1951 Luis Romero                  | La noria                                                                    |                         |
| * 1952 Dolores Medio                | Nosotros, los Rivero                                                        |                         |
| * 1953 Lluïsa Forrellad             | Siempre en capilla                                                          |                         |
| * 1954 Francisco José Alcántara     | La muerte le sienta bien a Villalobos                                       |                         |
| * 1955 Rafael Sánchez Ferlosio      | El Jarama                                                                   |                         |
| * 1956 José Luis Martín Descalzo    | La frontera de Dios                                                         |                         |
| * 1957 Carmen Martín Gaite          | Entre visillos                                                              |                         |
| * 1958 José Vidal Cadellans         | No era de los nuestros                                                      |                         |
| * 1959 Ana María Matute             | Primera memoria                                                             | Első emlék              |
| * 1960 Ramiro Pinilla               | Ciegas hormigas                                                             | Vak hangyák             |
| * 1961 Juan Antonio Payno           | El curso                                                                    |                         |
| * 1962 José María Mendiola          | Muerte por fusilamiento                                                     |                         |
| * 1963 Manuel Mejía Vallejo         | El día señalado                                                             |                         |
| * 1964 Alfonso Martínez Garrido     | El miedo y la esperanza                                                     |                         |
| * 1965 Eduardo Caballero Calderón   | El buen salvaje                                                             |                         |
| * 1966 Vicente Soto                 | La zancada                                                                  |                         |
| * 1967 José María Sanjuán           | Réquiem por todos nosotros                                                  |                         |
| * 1968 Álvaro Cunqueiro             | Un hombre que se parecía a Orestes                                          |                         |
| * 1969 Francisco García Pavón       | Las hermanas coloradas                                                      |                         |
| * 1970 Jesús Fernández Santos       | Libro de las memorias de las cosas                                          |                         |
| * 1971 José María Requena           | El cuajarón                                                                 |                         |
| * 1972 José María Carrascal         | Groovy                                                                      |                         |
| * 1973 José Antonio García Blázquez | El rito                                                                     |                         |
| * 1974 Luis Gasulla                 | Culminación de Montoya                                                      |                         |
| * 1975 Francisco Umbral             | Las ninfas                                                                  |                         |
| * 1976 Raúl Guerra Garrido          | Lectura insólita de "El Capital"                                            |                         |
| * 1977 José Asenjo Sedano           | Conversación sobre la guerra                                                |                         |
| * 1978 Germán Sánchez Espeso        | Narciso                                                                     |                         |
| * 1979 Carlos Rojas                 | El ingenioso hidalgo y poeta Federico García Lorca asciende a los infiernos |                         |
| * 1980 Juan Ramón Zaragoza          | Concerto grosso                                                             |                         |
| * 1981 Carmen Gómez Ojea            | Cantiga de agüero                                                           |                         |
| * 1982 Fernando Arrabal             | La torre herida por el rayo                                                 |                         |
| * 1983 Salvador García Aguilar      | Regocijo en el hombre                                                       |                         |
| * 1984 José Luis de Tomás           | La otra orilla de la droga                                                  |                         |
| * 1985 Pau Faner                    | Flor de sal                                                                 |                         |
| * 1986 Manuel Vicent                | Balada de Caín                                                              |                         |
| * 1987 Juan José Saer               | La ocasión                                                                  |                         |
| * 1988 Juan Pedro Aparicio          | Retratos de ambigú                                                          |                         |
| * 1989 Nem adtak át díjat.          |                                                                             |                         |
| * 1990 Juan José Millás             | La soledad era esto                                                         |                         |
| * 1991 Alfredo Conde                | Los otros días                                                              |                         |
| * 1992 Alejandro Gándara            | Ciegas esperanzas                                                           |                         |
| * 1993 Rafael Argullol              | La razón del mal                                                            |                         |
| * 1994 Rosa Regàs                   | Azul                                                                        |                         |
| * 1995 Ignacio Carrión              | Cruzar el Danubio                                                           |                         |
| * 1996 Pedro Maestre                | Matando dinosaurios con tirachinas                                          |                         |
| * 1997 Carlos Cañeque               | Quién                                                                       |                         |
| * 1998 Lucía Etxebarria             | Beatriz y los cuerpos celestes                                              |                         |
| * 1999 Gustavo Martín Garzo         | Las historias de Marta y Fernando                                           |                         |
| * 2000 Lorenzo Silva                | El alquimista impaciente                                                    | A türelmetlen alkimista |
| * 2001 Fernando Marías              | El niño de los coroneles                                                    |                         |
| * 2002 Ángela Vallvey               | Los estados carenciales                                                     |                         |
| * 2003 Andrés Trapiello             | Los amigos del crimen perfecto                                              |                         |
| * 2004 Antonio Soler                | El camino de los ingleses                                                   |                         |
| * 2005 Pedro Zarraluki              | Un encargo difícil                                                          |                         |
| * 2006 Eduardo Lago                 | Llámame Brooklyn                                                            |                         |
| * 2007 Felipe Benítez Reyes         | Mercado de espejismos                                                       |                         |
| * 2008 Francisco Casavella          | Lo que sé de los vampiros                                                   |                         |
| * 2009 Maruja Torres                | Esperadme en el cielo                                                       |                         |
| * 2010 Clara Sánchez                | Lo que esconde tu nombre                                                    |                         |
| * 2011 Alicia Giménez Bartlett      | Donde nadie te encuentre                                                    |                         |
| * 2012 Alvaro Pombo                 | El temblor del héroe                                                        |                         |
| * 2013 Sergio Vila-Sanjuán          | Estaba en el aire                                                           |                         |
| * 2014 Carmen Amoraga               | La vida era eso                                                             |                         |
| * 2015 José Carlos Vales            | Cabaret Biarritz                                                            |                         |
| * 2016 Víctor del Árbol             | La víspera de casi todo                                                     |                         |
| * 2017 Care Santos                  | Media vida                                                                  |                         |
| * 2018 Alejandro Palomas            | Un amor                                                                     |                         |
| * 2019 Guillermo Martínez           | Los crímenes de Alicia                                                      |                         |
| * 2020 Ana Merino                   | El mapa de los afectos                                                      |                         |
| * 2021 Najat El Hachmi              | El lunes nos querrán                                                        |                         |
| * 2022 Inés Martín Rodrigo          | Las formas del querer                                                       |                         |
| * 2023 Manuel Vilas                 | Nosotros (Mi)                                                               |                         |
| * 2024 César Pérez Gellida          | Bajo tierra seca                                                            |                         |